# Bakarski zaljev
Bakarski zaljev – zatoka w północnej Chorwacji. Stanowi część Zatoki Rijeckiej, Kvarneru i Morza Adriatyckiego. 

## Charakterystyka
Jedyne miejscowości nad zatoką to Bakar i Bakarac. Od pozostałej części Zatoki Rijeckiej oddzielona jest cieśniną o szerokości 300 metrów. Jej głębokość maksymalna wynosi 40 metrów, a maksymalne wymiary to 4,6 × 1,1 km. Wzdłuż północno-wschodniego i południowego brzegu biegnie Magistrala Adriatycka. W latach 70. XX wieku pod zatoką zbudowano przemysłowy tunel o długości 500 metrów służący do transportu węgla z pobliskiego portu do koksowni.